# ليشتنفلز (بايرن)
ليشتنفلز بايرن (بالألمانية: Lichtenfels, Bavaria) هي بلدة ألمانية تقع في ألمانيا في بافاريا. يقدر عدد سكانها بـ 20,884 نسمة .

## المدن التوأمة
مدن باد برغزابرن، Prestwick، فانداليا (أوهايو)، Cournon-d'Auvergne، أريكتشيا و Reinickendorf هي مدن توأمة لـليشتنفلز بايرن.

## أعلام
- نيكلاس دورش
- شتيفان كيسلينغ
- هينريتش فابر
- هيلدا كروغر